# ننتس‌ها
مردم ننتسی (به روسی: ненцы) گروهی قومی ساکن در کشور روسیه است. این مردمان به عنوان مردم بومی در شمال قطبی روسیه شناخته می‌شوند. بر اساس آخرین سرشماری در سال ۲۰۱۰، ۴۴۸۵۷ نفر ننتسی در فدراسیون روسیه، بسیاری از آنها در یامالو-ننتس و برخی در کشور اوکراین زندگی می‌کنند. ننتسی‌ها به زبان ننستی که یکی از زبانهای قطبی در روسیه است تکلم دارند. در مجموع جمعیت ننتسی‌ها در حدود ۵۰ هزار نفر می‌باشد.